# Neumark (Turingia)
Neumark è una città tedesca nel Land della Turingia.

## Storia
Fino al 1º gennaio 2019 la città di Neumark era parte della Verwaltungsgemeinschaft Nordkreis Weimar; da tale data la città di Am Ettersberg assunse il ruolo di "comune sussidiario" (Erfüllende Gemeinde) nei confronti di Neumark.